# 1946년 이탈리아 국가형태 국민투표
1946년 이탈리아 국가형태 국민투표(이탈리아어: Referendum sulla forma istituzionale dello Stato)는 1946년 6월 2일에 이탈리아에서 실시된 국민투표이다. 이 국민투표는 이탈리아의 국가형태(Forma di Stato)를 공화제로 변경할 지, 군주제를 유지할 지의 여부를 묻는 국민투표였다.
국민투표가 실시되기 이전까지 이탈리아는 사보이아가가 통치하는 왕국이었다. 국민투표 결과 공화제가 54.3%, 군주제가 45.7%를 기록했다. 이로써 이탈리아 왕국은 해체되었고 이탈리아 공화국이 들어서게 된다.

## 배경
제2차 세계 대전에서 이탈리아의 베니토 무솔리니의 파시즘 정부가 연합군에 항복한 뒤에 이탈리아에서는 이탈리아 공산당, 이탈리아 사회당, 행동당, 기독교민주당, 노동민주당, 이탈리아 자유당을 중심으로 한 민족해방위원회가 수립되었다. 민족해방위원회는 이탈리아의 군주제 폐지 여부를 묻는 국민투표를 실시하기로 결정했다.

## 투표 결과
국민투표는 1946년 6월 2일에 실시되었다. 국민투표 결과 공화제가 54.3%, 군주제가 45.7%를 기록했다.

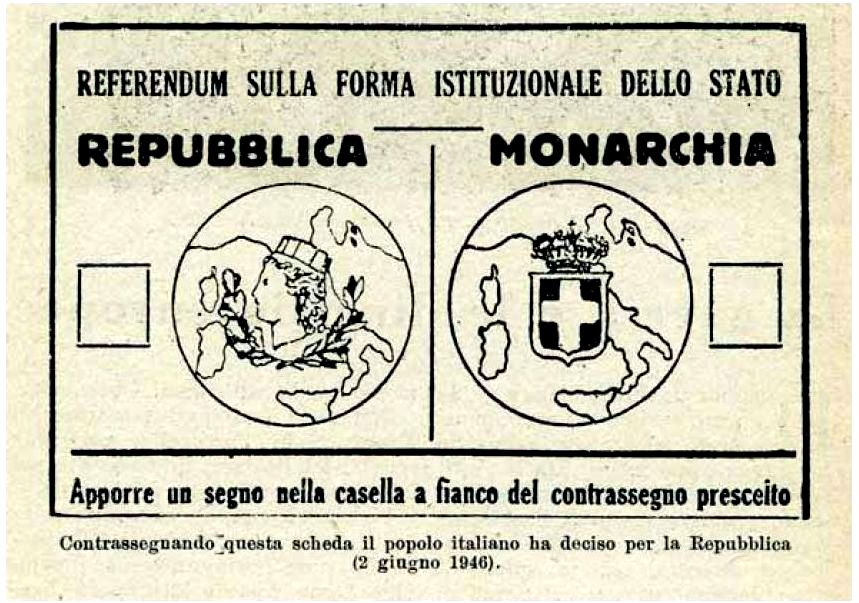
국민투표에 사용된 투표 용지

이탈리아의 주별 국민투표 결과

북부에서는 공화제 지지가, 남부에서는 군주제 지지가 다수를 차지했다.
- 공화제 지지가 다수를 차지했던 주
  - 트렌티노알토아디제주 (85.0%)
  - 에밀리아로마냐주 (77.0%)
  - 움브리아주 (71.9%)
  - 토스카나주 (71.6%)
  - 마르케주 (70.1%)
  - 리구리아주 (69.0%)
  - 롬바르디아주 (64.1%)
  - 발레다오스타주 (63.5%)
  - 베네토주 (59.3%)
  - 피에몬테주 (56.9%)

- 군주제 지지가 다수를 차지했던 주
  - 라치오주 (48.6%)
  - 아브루초주 (43.1%)
  - 몰리세주 (43.1%)
  - 바실리카타주 (40.6%)
  - 칼라브리아주 (39.7%)
  - 사르데냐 (39.1%)
  - 시칠리아 (35.3%)
  - 풀리아주 (32.7%)
  - 캄파니아주 (23.5%)

## 같이 보기
- 이탈리아 왕국
- 이탈리아의 대통령
- 이탈리아 공화국 기념일